# Финские «братские войны»
Финские «братские войны» (фин. heimosodat, также известны как «Войны братских стран», «Войны братских народов») — финское название, использующееся для собирательного описания различных вооружённых конфликтов на территориях, заселённых родственными финнам финно-угорскими народами (эстонцами, карелами и ингерманландскими финнами) во время Гражданской войны в России (1918—1921).
Финские националисты считали, что после достижения независимости Финляндии они должны были помочь другим финно-угорским народам также добиться независимости. Финских националистов вдохновляла идея «Великой Финляндии», они хотели расширить территорию Финляндии за счёт пограничных земель Советской России. Поэтому около 9000 финских добровольцев принимали участие в «братских войнах» с 1918 по 1922 годы.
В организации и руководстве восстаниями значительную роль играли финские егеря, а среди добровольных помощников — гражданская гвардия. Регулярная финская армия не участвовала в этих вооружённых конфликтах с Советской Россией.
Некоторые из этих конфликтов были вылазками мелких добровольческих финских отрядов на территорию Советской России, некоторые были антисоветскими восстаниями местных крестьян, в которых финские добровольцы помогали повстанцам с целью или помочь им достигнуть независимости, или присоединить пограничные территории к Финляндии.
С подписанием между Советской Россией и Финляндией Тартуского мирного договора (1920) и Соглашения о принятии мер по обеспечению неприкосновенности советско-финляндской границы (1922), закреплявших взаимно-признанные территории двух стран, правительство Финляндии начало препятствовать на своей стороне добровольческой активности, которую РСФСР могла бы счесть провокацией. Охрана границы на участках, используемых добровольцами для получения снабжения и ухода от советского преследования, была восстановлена, и к 1922 «братские войны» завершились.
Вышедшее в 2005 году исследование «братских войн», выполненное историком Юсси Ниинистё, содержит карту вооружённых столкновений в российско-финском приграничье 1918—1922 гг., связанных с «оказанием братской помощи» проживающим в Советской России карелам, эстонцам и ингерманландским финнам.
В работе, посвящённой истории Гражданской войны в Финляндии, финский историк Аапо Розелиус рассматривает «братские войны» как ирредентистские кампании, явившиеся прямым продолжением Гражданской войны и следствием победы в ней Белой Финляндии.
Исследователи белогвардейского движения в России увязывают вооружённую интервенцию с территории Финляндии с требованиями территориальных уступок, которые предъявлялись со стороны руководства Финляндии к лидерам антибольшевистского движения в обмен на помощь в походе на Петроград.
По мнению финских историков к «братским войнам» относится ряд конфликтов, в которых участвовали финские добровольцы:
- Эстонская война за независимость (1918—1920) — эстонцам помогал отряд финских добровольцев.
- Экспедиция в Беломорскую Карелию (1918)
- Олонецкая экспедиция, Видлицкая операция, Лижемская операция (1919)
- Петсамские экспедиции (1918 и 1920)
- Карельское восстание (1921—1922)
- Восстания ингерманландских финнов на западе и севере Петроградской губернии (1918—1920)[1]

- Олонецкая экспедиция. Финские добровольцы на советской границе